# Cheek to Cheek Tour
A Cheek to Cheek Tour Tony Bennett és Lady Gaga amerikai énekesek közös turnéja volt a Cheek to Cheek (2014) című albumuk népszerűsítésére. A turné a Las Vegas-i The Cosmopolitanben tartott két estés előadással kezdődött és 2015 első felében összesen 36 koncertet rendeztek meg Európában és Észak-Amerikában. A turné számos koncertje zenei fesztiválok része volt, például a Ravinia Fesztivál, a Koppenhágai Jazzfesztivál, a North Sea Jazz Festival és a Gent Jazzfesztivál. A Cheek to Cheek Tour 15,3 millió dolláros bevételt hozott 27 koncertből, 176 267 nézőszám mellett.

## Háttér
2012 szeptemberében Tony Bennett amerikai jazzénekes a Rolling Stone-nak megerősítette, hogy Lady Gaga amerikai énekesnővel közös jazzalbumot vesz fel és ad ki. 2014. július 29-én a duó megjelent a Today című műsorban, hogy hivatalosan is bejelentse együttműködésüket, melynek címe Cheek to Cheek, a megjelenés dátuma pedig az Egyesült Államokban 2014. szeptember 23-a. A megjelenés bejelentését követően egy minikoncertet adtak a Lincoln Center for the Performing Arts Rose Theaterében. Tony Bennett and Lady Gaga: Cheek to Cheek Live! címmel a koncertet 2014. október 24-én sugározta a PBS csatorna, az előadásról készült DVD pedig 2015. január 20-án jelent meg. Időközben Gaga befejezte ArtRave: The Artpop Ball című világkörüli turnéját is, amelyet harmadik stúdióalbumának, az Artpopnak (2013) a népszerűsítésére szervezett; a turné 2014. november 24-én ért véget.
Miután a Cheek to Cheek-et több fórumon, például televíziós megjelenéseken, élő fellépéseken, reklámokon és kampányokon keresztül népszerűsítették, Bennett megerősítette, hogy Gagával 2015-ben jazzfesztiválokon turnéznak majd az albumot támogatva. Elmondása szerint Gaga belefáradt a nagyobb koncerttermekben való fellépésekbe, és azt szerette volna, ha a turné kisebb arénákban kerülne megrendezésre. Bennett azt is kifejtette, hogy ő hozzászokott ahhoz, hogy akusztikus zeneteremben és szabadtéri színházakban játsszon, ezért Gaga is ilyen lehetőségeket keresett.

## Kidolgozás

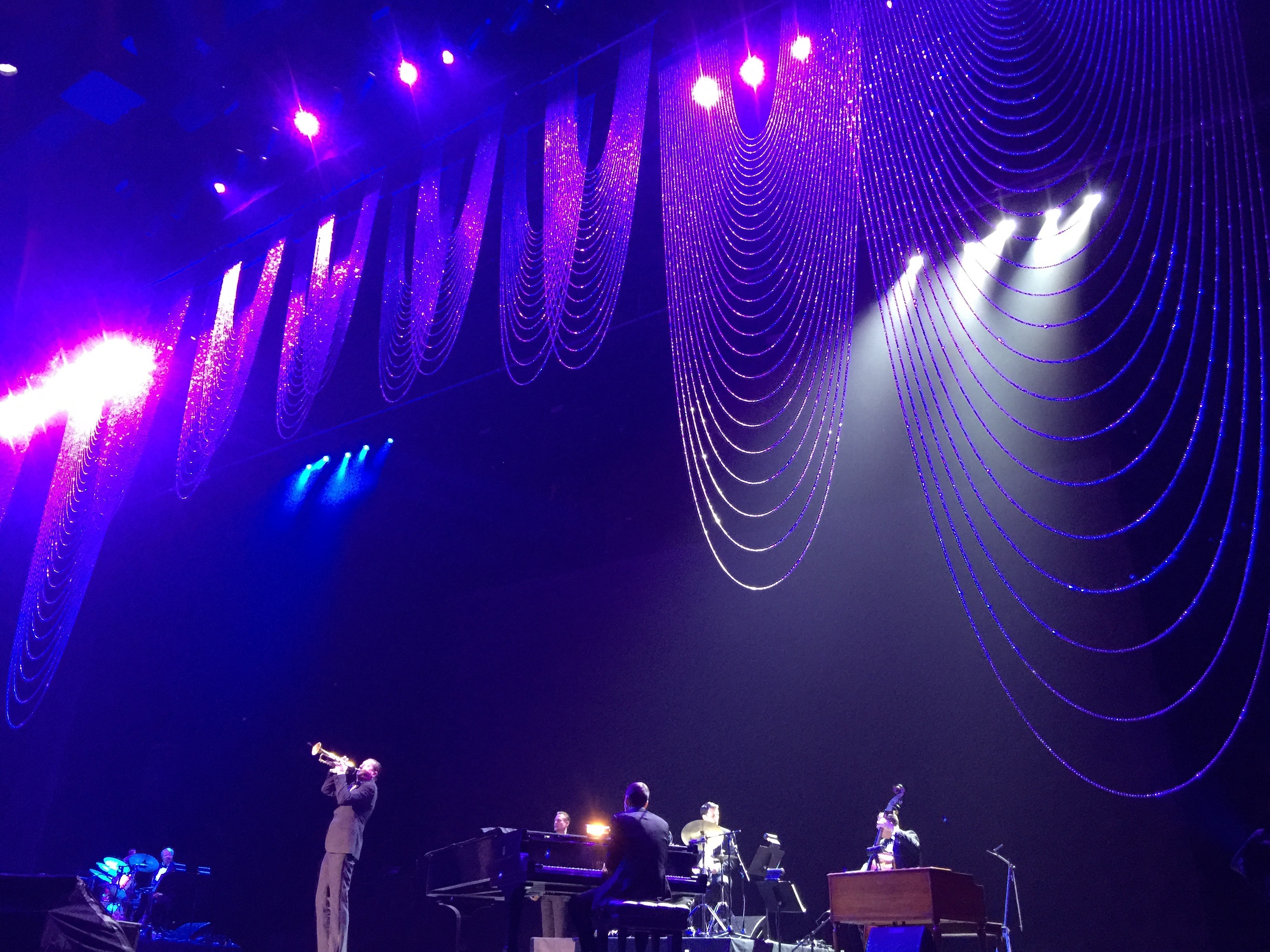
A turné színpada a kristályfüggönnyel és az alatta lévő zenekarral

2014 szilveszterén a duó a Cheek to Cheek Tourt a Las Vegas-i Cosmopolitan Casino-ban való fellépéssel kezdte. Az 57. Grammy-díjátadón és annak 2015. február 8-i Grammy utáni koncertjén is felléptek a Los Angeles-i Wiltern Színházban, közvetlenül a gála befejezése után. 2015-ben további koncerteket terveztek, többek között május 30-án a Hollywood Bowlban, június 8-án a londoni Royal Albert Hallban, június 19-én pedig a New York-i Radio City Music Hallban. A turné számos koncertje zenei fesztiválok része volt, például a Ravinia Fesztivál, a Koppenhágai Jazzfesztivál, az North Sea Jazz Festival és a Gent Jazzfesztivál. A tervezett koncertek mellett a duó fellépett egy Hillary Clinton elnökválasztási kampányát támogató adománygyűjtésen is a New York-i Plaza Hotelben.
A műsorhoz a színpadot egyszerű módon, csupán egy kristályfüggönnyel díszítették fel. Gaga továbbra is a PBS különkiadásában szereplő ruhákat használta, a turné során némi változtatással. Ruhatervezője, Brandon Maxwell elmondta, hogy ő és csapata készítette a táncosok és Gaga ruhatárát. Elsőként Robert Wilson rendezőtől vettek referenciákat a díszlet- és fényterveket illetően. A csapat ezután nyolc teljes ruharaktárral, 200-300 ruha között kezdte a tervezést, majd ezt követően kiválasztottak nyolc ruhát, a kiegészítőkkel együtt. A ruhákon olyan tervezők dolgoztak, mint Roberto Cavalli, Michael Costello, Mathieu Mirano, Valentino, valamint David Samuel Menkes, aki a bőr jumpsuitot készítette. Maxwell ügyelt arra, hogy a ruhák ne legyenek túl szűkek Gaga hasa tájékán, mert akkor nehezére esett volna énekelni. A lábbeliket Brian Atwood, Stuart Weitzman és Sophia Webster biztosította, míg egy pár cipőt Giuseppe Zanotti tervezett. Olyan egyedi cipőket készítettek, amelyekkel Gaga magasnak tűnt és szabadon mozoghatott a hosszú ruhákban. Az egyik felsőruhát maga Gaga alakította át, „meztelen ruhaként” emlegetve azt. A turné során Bennettet a Tony Bennett Quartet (amelynek tagja Mike Renzi), Gagát pedig a Brian Newman Quintet kísérte.

## A kritikusok értékelései

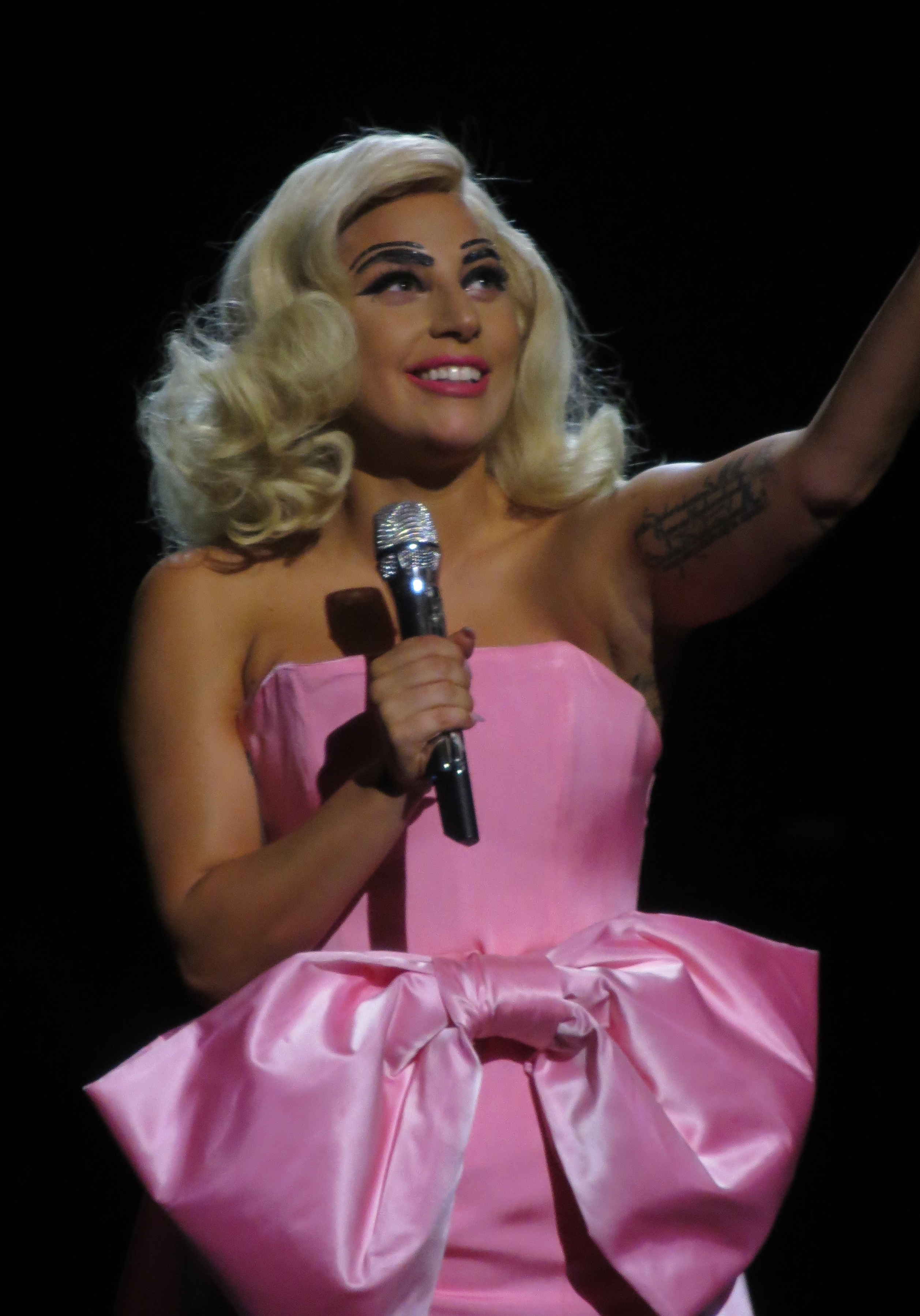
Gaga a La Vie en rose előadása közben

A Cheek to Cheek Tour elnyerte a kritikusok tetszését. Marc Graser a Variety-től Lady Gagát és Tony Bennettet „tökéletes táncpartnereknek” nevezte. Lenyűgözte Gaga és Bennett énekhangja, és azt állította, hogy a koncert „bájosan hatásosan mutatta be mindkét művész tehetségét az egyszerűen kristályokkal díszített színpadon”. A Las Vegas Weekly számára Mark Adams pozitív kritikát írt, mondván, hogy „minden előadás hibátlan volt”. Megdicsérte a duó énekhangját, és megjegyezte, hogy „a két sztár között lehet, hogy évtizedes korkülönbség van, de most mindketten a csúcson vannak”. Adams a kritikáját azzal zárta, hogy „furcsa párosításnak tűnik. De bárki, aki hallotta ezt a két igazi profit együtt énekelni, tudja, hogy ez tökéletesen működik”. Ashley Lee, a The Hollywood Reporter munkatársa úgy jellemezte a koncertet, hogy „egy könnyedén erőteljes Bennett és egy tiszteletteljesen visszafogott Gaga párosa egy kiemelkedő színvonalú koncertet nyújt”. A The Vancouver Sun kritikája szerint „a duó feldobja a Queen Elizabeth Theatre-t”, és dicsérte Gaga színpadi teljesítményét, aki „született előadóművész”.
Stuart Derdyn a The Seattle Times-tól azt írta, hogy bár sem Bennett, sem Gaga éneke nem volt tökéletes, szóló előadásaik dicséretesek voltak. A közönség pozitív reakciója is feltűnt neki, hozzátéve, hogy „ha több álló ováció lett volna, akár egy szépen felöltözöttek számára szervezett aerobikórának is összetéveszthettük volna [a műsort]”. A San Jose Mercury News kritikusa, Jim Harrington a szólóelőadásokat találta megnyerőbbnek, hozzátéve, hogy bár Gaga „sokkoló tényezőt” adott a koncerthez, a hangja dicséretes volt ahhoz, hogy Bennett-tel egyenrangú legyen. Denny Directo, az Entertainment Tonight munkatársa a Hollywood Bowlban tartott előadásokat értékelte. Az egész koncertet és a duó énekesi képességeit dicsérte, mondván, hogy „[Gaga] arra született, hogy a Nagy amerikai daloskönyv dalait adja elő”, „[Bennett] pedig egy nemzeti kincs, akinek karrierje több mint hat évtizedet ölel fel, és még mindig megvan benne”. A végén hozzátette: „Ők ketten az igaziak”. Ezzel szemben Barry Brecheisen, az Orange County Register munkatársa negatívabb visszajelzést adott a koncertről, mondván, hogy Gaga énekesi képességei visszafogottak voltak, és zavaróak voltak a színpadról való idő előtti távozásai a jelmezcserék miatt. „Ez annál is inkább elkeserítő, mivel a szólói kiemelkedtek az est fénypontjai közül, túlszárnyalták a már-már szokásos álló ovációt, amit Bennett kapott” – tette hozzá a kritikus.

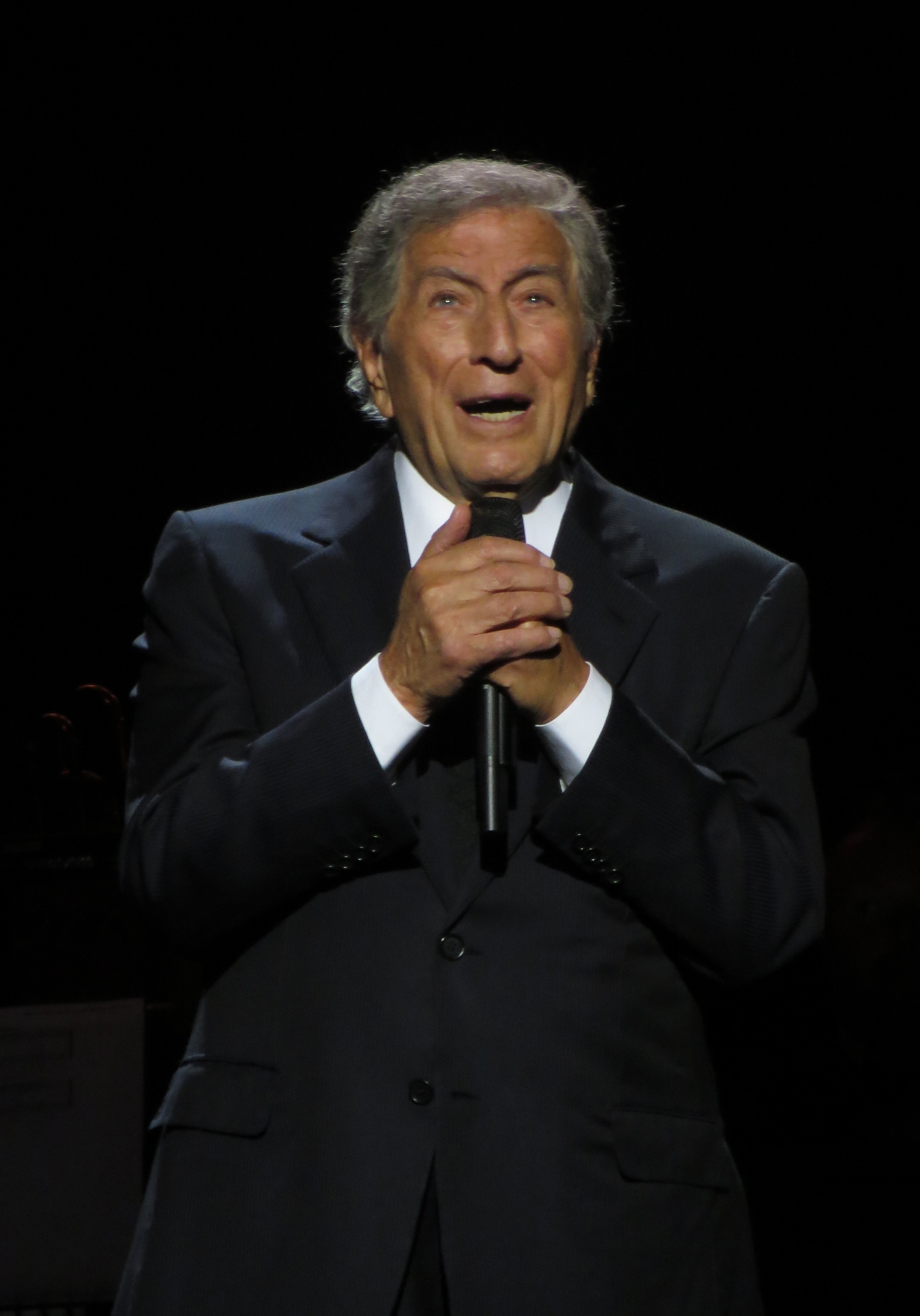
Bennett fellépés közben a londoni Royal Albert Hallban

Londonban Bennett lemondta a második koncertet a Royal Albert Hallban, mert influenzás lett, ezért a brit média csak az első koncertet véleményezte. A The Daily Telegraph újságírója, Neil McCormick az ötből négy csillaggal értékelte a műsort. Dicsérte a Bennett és Gaga közötti barátságot, és úgy vélte, hogy az énekük „a Nature Boy-hoz hasonló mély balladáknál” volt a legtartalmasabb. Caroline Sulivan a The Guardiantól McCormickkal hasonlóan értékelte a műsort, és „nagyszerű pillanatokként” dicsért néhány előadást, köztük az I Can't Give You Anything But Love, a Nature Boy és az I Won’t Dance, valamint Gaga Édith Piaf La Vie en rose és a Bang Bang című dalának feldolgozását. Ugyanilyen értékelést adott Ludovic Hunter-Tilney a Financial Times-tól, aki dicsérte Bennett énekét, de úgy érezte, hogy Gaga szólóelőadásai „ellopták a show-t”. Jim Farber a New York Daily News-tól a Radio City Music Hallban tartott négyből az első előadásról írt kritikát, és energikusnak és humorosnak írta le az előadók közti kapcsolatot. Stephen Holden a The New York Times-tól pozitív kritikát írt, dicsérte az éneküket és a műsor kidolgozását. Ő is észrevette a különbséget a színpadon lévő előadók között, különösen „Gaga ragyogó, pimasz, Broadway-képzett hangját és Bennett úr érett szalonstílusát”. Egy másik pozitív kritikában Howard Reich, a Chicago Tribune munkatársa úgy fogalmazott, hogy „Bennett és Gaga szinte teljesen eltörölte a köztük lévő évtizedeket”. Joe Lynch a Billboardtól 4 csillaggal értékelte Gaga és Bennett kiemelkedő énekesi teljesítményét; dicsérte Gaga előadását a Bang Bang-ben és a La Vie en Rose-ban, „elképesztőnek” nevezve azt. A Cheek to Cheek Tour az első helyre került a Vulture 2015 10 legjobb koncertjét felsoroló listáján.

## Kereskedelmi teljesítmény

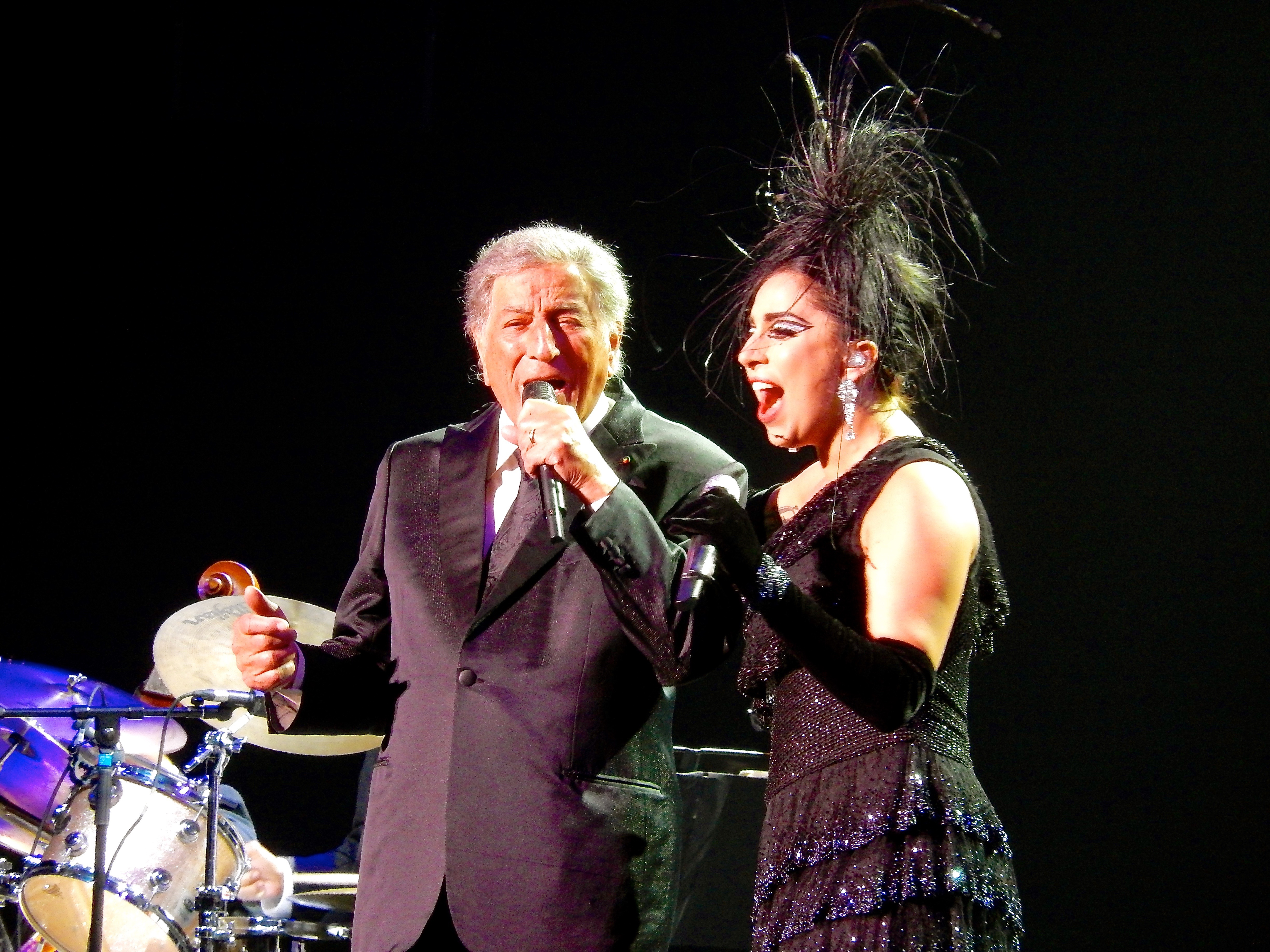
Bennett és Gaga fellépés közben Las Vegasban a Planet Hollywood Resort & Casino-ban

Jesse Lawrence a Forbes-tól arról számolt be, hogy a jegyek iránt nagy volt a kereslet, ami ahhoz vezetett, hogy további dátumokkal bővítették az ütemtervet. Azt is megjegyezte, hogy a koncertekre az átlagosnál jóval magasabb volt a jegyár, különösen a másodlagos piacokon. Az első két időpontra azonnal elkeltek a jegyek, a nagy kereslet miatt a másodlagos piac átlagára a The Chelsea-ben tartott szilveszteri előadásra 1000 dollár fölött volt, 329 dolláros belépőárral, korlátozott mennyiségű jegyre. Az év végi koncert volt a legdrágább koncert Las Vegasban, a jegyek átlagosan 647,58 dollárba kerültek, a belépőjegyek ára pedig 239 dollárnál kezdődött. A The Wiltern-koncertre a jegyek ára átlagosan 297,64 dollár volt a rendelkezésre álló néhány száz darab ellenére. A New York-i koncertekre az első sorok kivételével minden jegy elkelt, így 2015. június 22-én egy harmadik időpontot is beiktattak. Hasonló volt a helyzet akkor is, amikor a június 8-i, londoni Royal Albert Hallban tartandó koncertjükre kezdték el árusítani a jegyeket, ami egy további, június 9-i dátum felvételéhez vezetett. A Ravinia Fesztivál június 26-27-i előadásaira is előbb fogytak el a jegyek, minthogy a nagyközönség számára elérhetővé váltak volna.
A Forbes egy másik cikkében Lawrence azt írta, hogy a Radio City Music Hall előadásaira a másodlagos piacon „hatalmas” kereslet volt a jegyek iránt. A TiqIQ szerint a másodlagos átlagár 380,83 dollár volt, a legolcsóbbak 143 dollárba kerültek, és ezek voltak a legdrágább jegyek a turnéra az Egyesült Államokban. A teljes átlag 50,5%-kal emelkedett a 24 országos dátum során, 252,91 dollárra. Az Atlantic City-i Borgata Events Centerben tartott koncertről is írt, amelyre a jegyek ára átlagosan 406,90 dollár, a belépő ára pedig 220 dollárnál kezdődött. Ahogy közeledtek a turné utolsó dátumai, egyre több volt a teltházas koncert, a hátralévő időpontok és helyek átlagára 213,58 dollár volt. A Pollstar „2015 Mid-Year Top 100 Worldwide Tour” listáján a Cheek to Cheek Tour a 69. legtöbb bevételt hozó turnéként szerepelt, 13 koncertből származó 13,1 millió dolláros bevétellel és összesen 146 795 látogatóval. 2015 végén a turné a Pollstar „2015 Year-End Top 200 North American Tours” listáján a 71. helyen végzett, 27 koncertből 15,3 millió dolláros bevétellel, 176 267 látogatószámmal.

## Dallista
Ez a dallista a 2015. június 19-i koncertről származik. Nem reprezentálja a turné összes dátumát.
1. Anything Goes
2. Cheek to Cheek
3. They All Laughed
4. Stranger in Paradise / Sing, You Sinners (Bennett szóló)
5. Nature Boy
6. The Good Life (Bennett szóló)
7. Bang Bang (My Baby Shot Me Down) (Gaga szóló)
8. Bewitched, Bothered and Bewildered (Gaga szóló)
9. Firefly
10. Smile / When You’re Smiling (Bennett szóló)
11. For Once in My Life (Bennett szóló)
12. I Won’t Dance
13. The Lady’s in Love with You
14. (In My) Solitude
15. I Can’t Give You Anything But Love
16. Lush Life (Gaga szóló)
17. I’ve Got the World on a String / In the Wee Small Hours of the Morning (Bennett szóló)
18. How Do You Keep the Music Playing? (Bennett szóló)
19. Let’s Face the Music and Dance
20. Ev’ry Time We Say Goodbye (Gaga szóló)
21. Who Cares? (Bennett szóló)
22. I Left My Heart in San Francisco (Bennett szóló)
23. But Beautiful
24. The Lady Is a Tramp

Ráadás
1. It Don’t Mean a Thing (If It Ain’t Got That Swing)

Megjegyzések
- December 30-tól 2015. július 29-ig előadták a Watch What Happens és a Steppin’ Out with My Baby című dalokat.
- Május 26-án szerepelt a dallistán a New York, New York című dal.
- A La Vie en rose 2015. május 30-án került fel a dallistára.[42]
- 2015. június 8. és július 6. között Bennett előadta a Fly Me to the Moon című dalt.
- 2015. június 8. és július 27. között előadták a Stranger in Paradise című dalt.

## A turné állomásai
| Dátum              | Város            | Ország           | Helyszín                         |
| Észak-Amerika      | Észak-Amerika    | Észak-Amerika    | Észak-Amerika                    |
| ------------------ | ---------------- | ---------------- | -------------------------------- |
| 2014. december 30. | Paradise         | Egyesült Államok | The Chelsea Theater              |
| 2014. december 31. | Paradise         | Egyesült Államok | The Chelsea Theater              |
| 2015. február 8.   | Los Angeles      | Egyesült Államok | The Wiltern                      |
| 2015. április 10.  | Las Vegas        | Egyesült Államok | The AXIS                         |
| 2015. április 11.  | Las Vegas        | Egyesült Államok | The AXIS                         |
| 2015. április 23.  | Austin           | Egyesült Államok | ACL Live at Moody Theater        |
| 2015. április 24.  | The Woodlands    | Egyesült Államok | Cynthia Woods Mitchell Pavilion  |
| 2015. április 26.  | New Orleans      | Egyesült Államok | Fair Grounds Race Course         |
| 2015. május 25.    | Vancouver        | Kanada           | Queen Elizabeth Theatre          |
| 2015. május 26.    | Vancouver        | Kanada           | Queen Elizabeth Theatre          |
| 2015. május 28.    | Concord          | Egyesült Államok | Concord Pavilion                 |
| 2015. május 30.    | Los Angeles      | Egyesült Államok | Hollywood Bowl                   |
| 2015. május 31.    | Los Angeles      | Egyesült Államok | Hollywood Bowl                   |
| Európa             |                  |                  |                                  |
| 2015. június 8.    | London           | Anglia           | Royal Albert Hall                |
| Észak-Amerika      |                  |                  |                                  |
| 2015. június 13.   | Atlantis         | Bahama-szigetek  | Imperial Ballroom                |
| 2015. június 19.   | New York City    | Egyesült Államok | Radio City Music Hall            |
| 2015. június 20.   | New York City    | Egyesült Államok | Radio City Music Hall            |
| 2015. június 22.   | New York City    | Egyesült Államok | Radio City Music Hall            |
| 2015. június 23.   | New York City    | Egyesült Államok | Radio City Music Hall            |
| 2015. június 26.   | Highland Park    | Egyesült Államok | Ravinia Park                     |
| 2015. június 27.   | Highland Park    | Egyesült Államok | Ravinia Park                     |
| 2015. június 29.   | Wallingford      | Egyesült Államok | Toyota Oakdale Theatre           |
| 2015. június 30.   | Lenox            | Egyesült Államok | Tanglewood                       |
| Európa             |                  |                  |                                  |
| 2015. július 4.    | Monte-Carlo      | Monaco           | Salle des Étoiles Sporting Club  |
| 2015. július 6.    | Montreux         | Svájc            | Auditorium Stravinski            |
| 2015. július 8.    | Koppenhága       | Dánia            | Tivoli                           |
| 2015. július 10.   | Rotterdam        | Hollandia        | Rotterdam Ahoy                   |
| 2015. július 12.   | Gent             | Belgium          | de Bijloke                       |
| 2015. július 15.   | Perugia          | Olaszország      | Arena Santa Giuliana             |
| 2015. július 17.   | Palafrugell      | Spanyolország    | Jardi Botanic de Cap Roig        |
| Észak-Amerika      |                  |                  |                                  |
| 2015. július 24.   | Atlantic City    | Egyesült Államok | Borgata Event Center             |
| 2015. július 25.   | Bethel           | Egyesült Államok | Bethel Woods Center for the Arts |
| 2015. július 27.   | Rochester        | Egyesült Államok | Meadow Brook Music Festival      |
| 2015. július 29.   | Atlanta          | Egyesült Államok | Chastain Park Amphitheater       |
| 2015. július 31.   | Washington, D.C. | Egyesült Államok | Kennedy Center Concert Hall      |
| 2015. augusztus 1. | Washington, D.C. | Egyesült Államok | Kennedy Center Concert Hall      |

### Törölt koncertek
| Dátum           | Város  | Ország | Helyszín          | Ok                |
| --------------- | ------ | ------ | ----------------- | ----------------- |
| 2015. június 9. | London | Anglia | Royal Albert Hall | Bennett betegsége |

### Bevételi adatok
| Helyszín                    | Város       | Eladott jegyek  | Bevétel    |
| --------------------------- | ----------- | --------------- | ---------- |
| The Cosmopolitan            | Las Vegas   | 4200 / 4200     | $813 675   |
| The AXIS                    | Las Vegas   | 7942 / 8654     | $1 057 009 |
| Hollywood Bowl              | Los Angeles | 33 357 / 34 534 | $2 671 774 |
| Meadow Brook Music Festival | Rochester   | 6738 / 6738     | $594 810   |
| Összesen                    | Összesen    | 52 237 / 54 126 | $5 137 268 |

## Fordítás
Ez a szócikk részben vagy egészben  a   Cheek to Cheek Tour című angol Wikipédia-szócikk fordításán alapul.  Az eredeti cikk szerkesztőit annak laptörténete sorolja fel. Ez a jelzés csupán a megfogalmazás eredetét és a szerzői jogokat jelzi, nem szolgál a cikkben szereplő információk forrásmegjelöléseként.